# Lifestyles of the Broke and Obscure
Lifestyles of the Broke and Obscure är ett samlingsalbum av rockgruppen Wolfsbane. Det släpptes 2001 och innehåller både live- och studioinspelat material.

## Låtlista

### Skiva ett
1. "Wings" - 4:24
2. "Lifestyles of the Broke and Obscure" - 3:47
3. "My Face" - 3:26
4. "Money Talks" - 4:25
5. "Seen How It's Done" - 4:36
6. "Beautiful Lies" - 3:36
7. "Protect and Survive" - 3:25
8. "Black Machine" - 3:14
9. "Violence" - 3:42
10. "Die Again" - 13:19

### Skiva två
1. "Protect and Survive" - 3:46
2. "Load Me Down" - 3:02
3. "Black Lagoon" - 4:54
4. "Rope and Ride" - 4:07
5. "Kathy Wilson" - 4:13
6. "Loco" - 3:33
7. "End of the Century" - 4:11
8. "Steal" - 4:55
9. "Temple of Rock" - 5:37
10. "Manhunt" - 3:56
11. "Money to Burn" - 6:56
12. "Paint the Town Red" - 3:48
13. "Wild Thing" - 5:30